# زندگی دیوید گیل
زندگی دیوید گِیل (به انگلیسی: The Life of David Gale) فیلمی در ژانر درام و به‌کارگردانی آلن پارکر است. فیلم دربارهٔ زندگی دیوید گیل (کوین اسپیسی Kevin Spacey) در واپسین روزهای زندگی پیش از اعدام و تلاش‌های گروه‌های موافق و مخالف اعدام در اثرگذاری بر آرای شهروندان است.

## خلاصه داستان
پروفسور دیوید گِيل (کوین اسپیسی Kevin Spacey) استاد فلسفه در دانشگاه هاروارد و از مخالفان سرسخت مجازات اعدام در ایالت تگزاس است. وی به همراه همکارش کنستانس ( لورا لینی Laura Linney) اعتقاد دارند که ممکن است بیگناهان، به خاطر اشتباهات قضایی به اشتباه اعدام شوند تا اینکه پس از قتل کنستانس، دیوید گیل را به جرم تجاوز و قتل او دستگیر و محکوم به اعدام می کنند. اکنون پس از ۶ سال حبس، ۴ روز تا زمان اجرای حکم باقی است. دیوید گیل ، اعلام می کند در صورت دریافت ۵۰۰ هزار دلار ، حاضر است مصاحبه ای با خبرنگار زن نشریه News به نام بِتسی( کیت وینسلت Kate Winslet ) انجام دهد. در مدت چهار روز، دیوید گیل ، بیگناهی اش را بر خبرنگار ثابت می کند. اکنون تنها خبرنگار می تواند مدارک بیگناهی گیل را پیش از اجرای حکم اعدام ، برملا سازد.